# سرگین‌مگسان
سَرگین‌مَگَسان (Scathophagidae) خانواده کوچکی از حشرات راسته دوبالان (Diptera)، زیرراسته کوته‌سَرونیان (Brachycera)، زیربخش کلاهکداران (Calyptratae)، بالاخانواده دوبال‌واره‌ها (Muscoidea) است.
سرگین در فارسی به معنی مدفوع است و سرگین‌مگسان جزئی از سرگین‌خواران بشمار می‌آیند.